# Herbert Brehm
Herbert Brehm (* 5. Dezember 1950; † Oktober 2013) war ein deutscher Radrennfahrer und nationaler Meister im Radsport.

## Sportliche Laufbahn
Brehm startete für den Verein RC CHIO Mannheim. Bei den Deutschen Meisterschaften im Mannschaftszeitfahren 1970 trat er mit dem Gewinn der Silbermedaille mit seinem Verein erstmals ins Rampenlicht. In dieser Disziplin feierte er auch mit dem Gewinn des nationalen Titels 1977 (mit Algis Oleknavicius, Peter Weibel und Heinz Weis) seinen bedeutendsten Erfolg. Zwei weitere Silbermedaillen kamen 1976 und 1978 dazu, 1974 gewann er Bronze. Neben seinen Zeitfahrqualitäten war Brehm auch ein guter Rundfahrer. 1974 konnte er zwei Etappen der stark besetzten Rheinland-Pfalz-Rundfahrt, sowie jeweils eine Etappe der Österreich-Rundfahrt und des Grand Prix Wilhelm Tell in der Schweiz gewinnen. 1975 gehörte er zum Aufgebot des Bundes Deutscher Radfahrer (BDR) für die Internationale Friedensfahrt, die er auf Platz 32 beendete.  Beim Rennen Rund um den Henningerturm 1976 konnte er sich als Dritter ebenfalls sehr gut platzieren. Brehm war bis 1986 als Radsportler aktiv.